# The Vivero Letter
Pour les articles homonymes, voir Vivero.
Pour plus de détails, voir Fiche technique et Distribution.
The Vivero Letter est un film américain réalisé par H. Gordon Boos, sorti en 1999.

## Synopsis
En Amérique centrale, un homme fait la découverte macabre du cadavre de son frère, assassiné parce qu'il savait où se trouvait une cité perdue dans la jungle. Peu après, une expédition de recherches s'organise et part à la recherche des ruines qui, selon la légende, abritent un trésor. Malheureusement, presque tous les membres du groupe ont l'intention de se tromper les uns les autres, ce qui donne lieu à une résolution sanglante au milieu de la jungle.

## Fiche technique
- Titre : The Vivero Letter
- Réalisateur : H. Gordon Boos
- Scénario : Denne Bart Petitclerc, Arthur Sellers d'après le roman de Desmond Bagley The Vivero Letter (en)
- Musique : Paul Rabjohns
- Producteurs : Roberta Licurgo, Raffaello Monteverde, Carlo Vacca
- Société de production : Promark Entertainment Group, Vivero Filmes Inc.
- Durée : 95 minutes
- Genre : Film d'action, film d'aventures, thriller
- Dates de sortie :
  -  Allemagne 18 mai 1999
  -  Argentine 8 septembre 1999
  -  Royaume-Uni avril 2000
  -  États-Unis 25 avril 2000
  -  Italie 13 juillet 2000
  -  Corée du Sud 28 octobre 2000
  -  Japon 21 avril 2002

## Distribution
- Robert Patrick : James Wheeler
- Chiara Caselli : Caterina Carrara
- Fred Ward : Andrew Fallon
- John Verea : Raoul Gato
- Daniela Alviani : Milena Brava
- Tom Poster : Ray Wheeler
- Juan Patricio Arenas : Salinas
- Francisco Alpizar : Pedro
- Ernesto Rohormoser : Jorge
- Heiner Porras : Ernesto
- John Lewis : assistant d'Ernesto